# Serhiv, Manevîci
Serhiv (în ucraineană Серхів) este o comună în raionul Manevîci, regiunea Volînia, Ucraina, formată numai din satul de reședință.

## Demografie
Componența lingvistică a satului Serhiv
     Ucraineană (100%)
Conform recensământului din 2001, toată populația satului Serhiv era vorbitoare de ucraineană (100%).